# Essaouira flygplats
Essaouira flygplats är en flygplats i Marocko.   Den ligger 15 km sydöst om staden Essaouira i regionen Marrakech-Safi, i den centrala delen av landet, 400 km sydväst om huvudstaden Rabat. 